# Premi Unión de Actores a la millor actriu de repartiment de televisió
El Premi a la millor actriu de repartiment en la seva secció de televisió lliurat per la Unión de Actores y Actrices reconeix la millor interpretació d'una actriu principal dins d'una sèrie de televisió. Es ve lliurant des de 2002, ja que entre 1991 i 2001 es va lliurar un únic premi al millor interpretació de repartiment, sense distingir entre masculina i femenina.

## Guardonats

### Dècada de 2000
| Guanyadora | Candidates                                                    | |
| 2002       | 2002                                                          | 2002 |
| ---------- | ------------------------------------------------------------- | --- |
|            | Chiqui Fernández per Marimar Crespo a Periodistas             | - Lidia Otón per Lola a Cuéntame cómo pasó - Elisa Lledó per Sandra a Living Lavapiés                              |
| 2003       |                                                               | |
|            | Alicia Hermida per Valentina Rojas a Cuéntame cómo pasó       | - Lluvia Rojo per Pili a Cuéntame cómo pasó - Isabel Gaudí per Sharon a Ana y los siete                            |
| 2004       |                                                               | |
|            | Mariví Bilbao (1) per Marisa Benito a Aquí no hay quien viva  | - Gemma Cuervo per Vicenta Benito a Aquí no hay quien viva - Eva Isanta per Bea Villarejo a Aquí no hay quien viva |
| 2005       |                                                               | |
|            | Esperanza Pedreño per Maricarmen Cañizares a Camera Café      | - Alexandra Jiménez per África Sanz a Los Serrano - Rocío García-Cano per Varios a Agitación + IVA                 |
| 2006       |                                                               | |
|            | Gracia Olayo per Susana en Mujeres                            | - Lluvia Rojo per Pili a Cuéntame cómo pasó - Isabel Brazales per Clara a Aída                                     |
| 2007       |                                                               | |
|            | Ana Villa per Sole Gálvez a Amar en tiempos revueltos         | - Saturna Barrio per Valentina a Amar en tiempos revueltos - Luisa Martínez per Rosa a Desaparecida                |
| 2008       |                                                               | |
|            | Berta Ojea per Adelina a La Señora                            | - Saturna Barrio per Valentina a Amar en tiempos revueltos - Marisol Rolandi per Teresa Montoro a Hospital Central |
| 2009       |                                                               | |
|            | Pepa Pedroche per Carmen Guerrero a Amar en tiempos revueltos | - Carmen Arévalo per Paloma a 90-60-90, diario secreto de una adolescente - Inma Cuevas per Rosalía a La Señora    |

### Dècada de 2010
| Guanyadora | Candidates                                                  | |
| 2010       | 2010                                                        | 2010 |
| ---------- | ----------------------------------------------------------- | --- |
|            | Ana Labordeta per Helena Ruiz a Acusados                    | - Beatriz Bergamín per Marifé López a Amar en tiempos revueltos - Lluvia Rojo per Pili a Cuéntame cómo pasó |
| 2011       |                                                             | |
|            | Chusa Barbero per Inspectora a Crematorio                   | - Elisa Matilla per Lola a Tierra de lobos - Macarena García per Consuelo Muñoz a Amar en tiempos revueltos |
| 2012       |                                                             | |
|            | Mariví Bilbao (2) per Izaskun Sagastume a La que se avecina | - Clara Sanchís per Isabel de Portugal a Isabel - Luisa Martín per Dolores a Frágiles                       |
| 2013       |                                                             | |
|            | Asunción Balaguer por Lady en Gran Hotel                    | - Nuria Gallardo per Beatriu de Bragança i Portugal a Isabel - Kiti Mánver per Doña Elisa a Gran Hotel      |
| 2014       |                                                             | |
|            | Elvira Mínguez per Sor Antonia a Sin identidad              | - Elvira Mínguez per Julia a Hermanos - Lluvia Rojo per Pili a Cuéntame cómo pasó                           |
| 2015       |                                                             | |
|            | Inma Cuevas (1) per Anabel a Vis a vis                      | - Nathalie Poza per Germana de Foix a Carlos, rey emperador - Marta Aledo per Tere a Vis a vis              |
| 2016       |                                                             | |
|            | Inma Cuevas (2) per Anabel a Vis a vis                      | - Anna Castillo per Belén de Lucas a Paquita Salas - Lisi Linder per Agneska a Mar de plástico              |
| 2017       |                                                             | |
|            | Petra Martínez per Doña Fina a La que se avecina            | - Luisa Gavasa per Lucía a El Ministerio del Tiempo - Mamen Camacho per Espe Beltrán a Servir y proteger    |
| 2018       |                                                             | |
|            | Miren Ibarguren per Lucero a Arde Madrid                    | - Pepa Gracia per Paula Alén a La otra mirada - Yolanda Ramos per Noemí Argüelles a Paquita Salas           |